# Jablonecký regionální integrovaný dopravní systém
Jablonecký regionální integrovaný dopravní systém (JARIS) byl od 1. září 2003 do 30. června 2009 lokální integrovaný dopravní systém veřejné osobní dopravy v Jablonci nad Nisou a okolí. Představoval zejména zónové rozšíření platnosti předplatních časových jízdenek MHD v Jablonci nad Nisou na přilehlé železniční tratě. Na regionálních linkách ČSAD Jablonec nad Nisou a. s. na území pokrytém sítí MHD, provozované týmž dopravcem, platily předplatní jízdenky (kupóny) pro MHD Jablonec nad Nisou. Pro cestující IDS byly vyhlášeny jednotné smluvní přepravní podmínky. Systém byl zaveden jako reakce na nezájem tehdejší krajské samosprávy na zavedení jednotného celokrajského integrovaného systému a spuštěn 1. zářím 2003, nařízení města Jablonec nad Nisou stanovilo tarif již s účinností od 1. července 2003. Funkci organizátora systému plnila společnost ČSAD Jablonec nad Nisou a. s.

## Zóny na železničních tratích
Předplatní jízdenky (kupóny) systému JARIS platily též ve vlacích Českých drah na železniční trati Liberec – Tanvald (část trati 036) a na regionální trati Smržovka – Josefův Důl (034) v rozsahu dle počtu zakoupených tarifních zón. V první fázi byly železniční úseky rozděleny do 5 tarifních zón:
- 1: Liberec
- 2: Liberec-Rochlice, Vesec u Liberce, Vratislavice nad Nisou
- 3: Proseč nad Nisou, Jablonec nad Nisou dolní nádraží, Jablonec nad Nisou, Jablonec nad Nisou zastávka, Nová Ves nad Nisou, Jablonecké Paseky
- 4: Jablonecké Paseky, Lučany nad Nisou, Smržovka, Smržovka střed
- 5: na trati 036: Smržovka dolní nádraží, Tanvald zastávka, Tanvald, na trati 034 Jiřetín pod Bukovou, Antonínov, Josefův Důl na tra

Předplatní kupony JARIS existovaly v té době pro 1, 2 nebo 3 zóny. V prosinci 2004 byla na dotčených tratích zavedena taktová doprava.
Později byly do systému zařazeny ještě úseky Tanvald – Desná (trať 036), Liberec – Turnov na trati 030 a Turnov – Turnov město na trati 041). Jízdenky existovaly týdenní a měsíční. Systém pak měl 9 tarifních zón.

## Zahrnuté regionální autobusové úseky a linky
Předplatní časové jízdenky pro MHD Jablonec nad Nisou platily v oblasti MHD též na regionální autobusové linky ČSAD Jablonec nad Nisou a. s.:
- Jablonec nad Nisou – Lučany nad Nisou, Krojčenk – linky 530020, 530030, 530031
- Jablonec nad Nisou – Kokonín – linky 530040, 530050, 530080, 530090
- Jablonec nad Nisou – Na hutích – linka 530050
- Jablonec nad Nisou – Lukášov – linka 530160
- Jablonec nad Nisou – Rádlo – linka 530060
- Jablonec nad Nisou – Nová Ves nad Nisou, U Nisy – linka 530010
- od 1. 9. 2003 linka 540020 (Liberec-Jablonec nad Nisou) na území města Jablonce nad Nisou [5]

## Zrušení
Systém JARIS byl zrušen k 1. červenci 2009 zavedením integrovaného dopravního systému IDOL na celém území kraje.